# Davide Diacci
Davide Diacci (Modena, 14 febbraio 1974) è un ex cestista e allenatore di pallacanestro italiano.

## Palmarès

### Giocatore
- Campionato italiano: 1

Virtus Bologna: 1992-93

### Allenatore
- C Silver: 1

Castelnovo: 2016-17
- C Gold: 1

BMR Basket 2000: 2022-23